# Jelena Serova
Jelena Olegovna Serova (ryska: Елена Олеговна Серова) född 22 april 1976 i Ussurijsk i Ryssland, dåvarande Sovjetunionen. Hon antogs till den ryska kosmonaututbildningen år 2006.
Hon var en av fem kosmonauter som hissade den ryska flaggan under invigningen av Olympiska vinterspelen i Sotji 2014.
Hon var mellan september 2014 och mars 2015 medlem av Expedition 41 på Internationella rymdstationen. Hon blev därmed den första kvinnliga kosmonauten att besöka rymdstationen.

## Biografi
Serova föddes i Vozdvizhenka, en by som är en del av staden Ussuriysk i Fjärran Östern i Ryssland. Hon stannade i Vozdvizhenka fram till 1988. Serova åkte till Tyskland eftersom hennes far som var med i militären fick en förflyttning. Därefter kom hon till Moskva. Hon träffade där sin framtida make Mark vid Moscow Aviation Institute.
I mars 2001 tog Serova examen från Aerospace Faculty of the Moscow Aviation Institute och kvalificerade sig som ingenjör. År 2003 tog hon examen från Moskvas statsakademi för instrumentteknik och information och blev kvalificerad som ekonom.
Innan hon registrerades som kosmonaut hade Serova arbetat som ingenjör i andra kategorin för RSC Energia och i Mission Control Center.
Serova valdes som testkosmonaut vid 30 års ålder i RKKE-14-gruppen i oktober 2006, medan hon arbetade som flygingenjör. Hon slutförde sin grundutbildning vid Star City 2009.

## Expedition 41/42

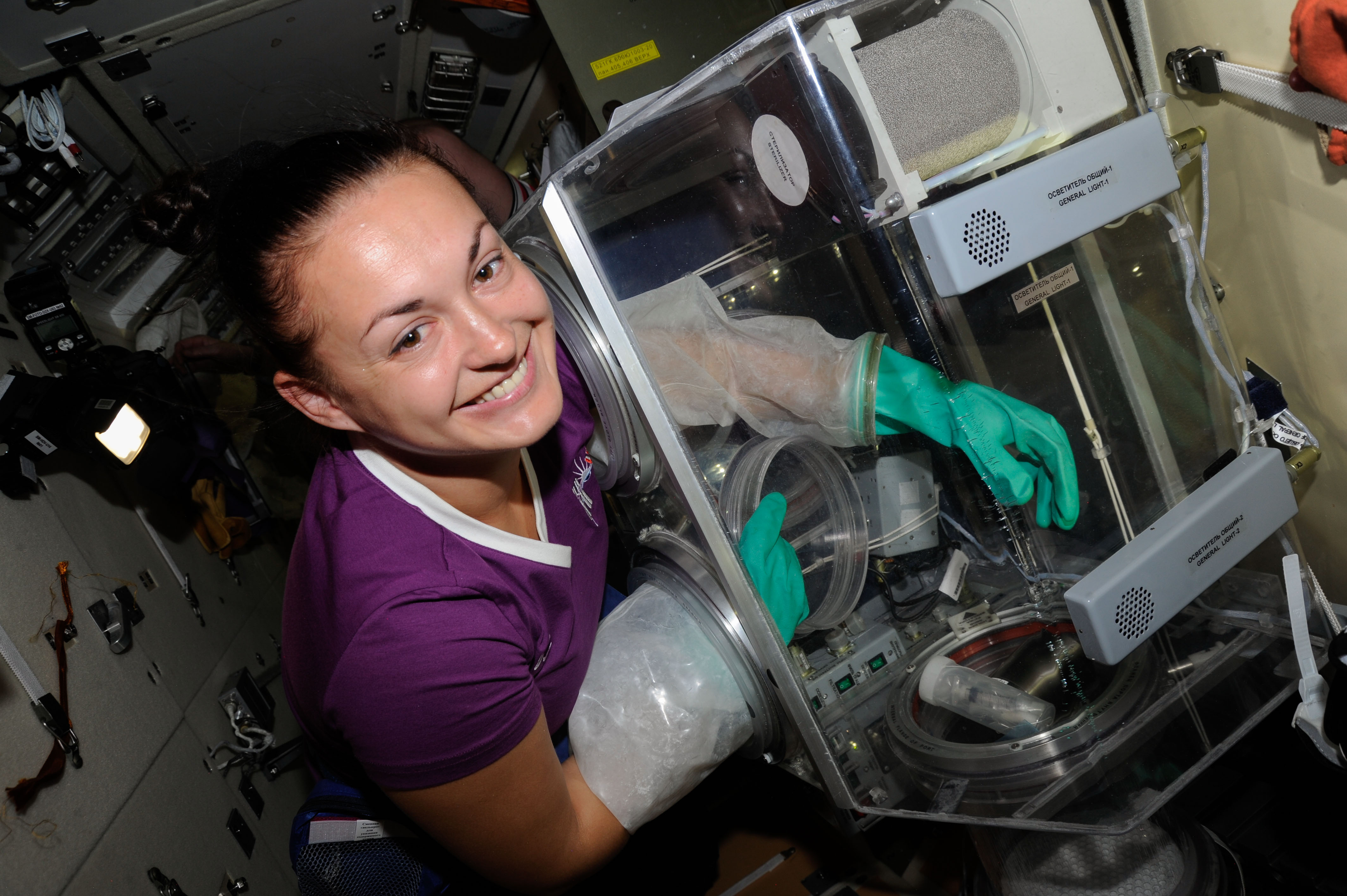
Serova arbetar med odlingsexperiment.

I slutet av 2011 tillkännagav ryska rymdorganisationens chef Vladimir Popovkin att Serova skulle flyga till den internationella rymdstationen, och förväntades tillbringa upp till sex månader i rymden med biofysik och medicinska experiment.
Den 25 september 2014 reste hon ombord på rymdfarkosten Soyuz TMA-14M för att arbeta som flygingenjör för Expedition 41/42.
Soyuz FG-raketen med TMA-14M-befälhavaren Aleksandr Samokutjajev, Jelena Serova och NASA-astronauten Barry E. Wilmore sköts upp från kosmodromen i Bajkonur. Efter 6 timmar dockade rymdfarkosten med rymdstationens modul Poisk, och de tre rymdfararna välkomnades ombord.
Den 11 mars 2015 återvände besättningen framgångsrikt till jorden efter 167 dagar i rymden.

## Rymdfärder
- Sojuz TMA-14M
- Expedition 41
- Expedition 42